# تاريخ الزجاج

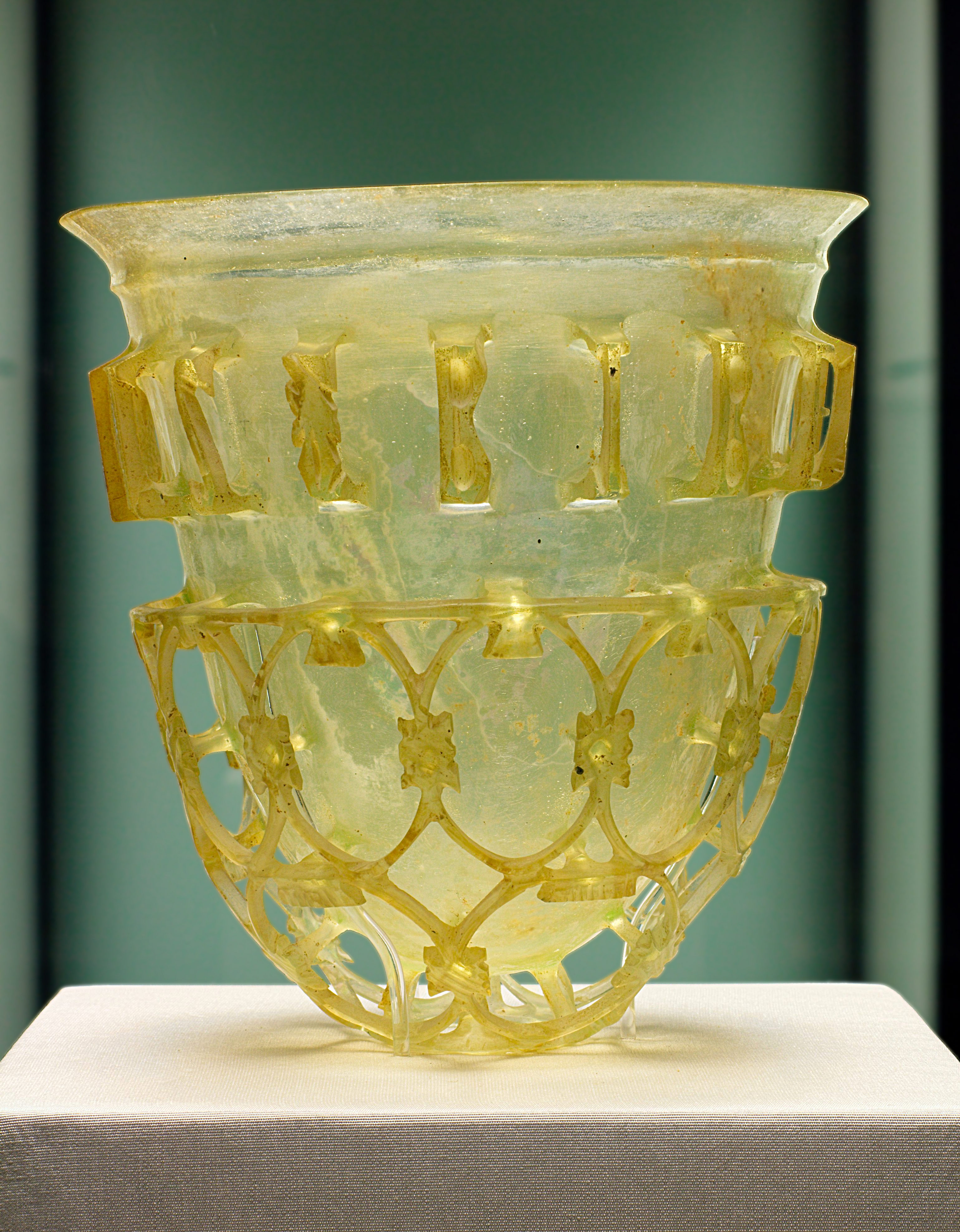
كأس روماني يرجع إلى القرن الرابع الميلادي.

يعود تاريخ صناعة الزجاج إلى نحو سنة 3500 قبل الميلاد في بلاد الرافدين، ولكن من المحتمل أن يكونوا مُقلّدين لمنتجات زجاجية أقدم صُنعت في مصر القديمة، حيث نشأت حقيقةً تلك الحرفة المعقّدة. تُرجّح بعض الدلائل الأثرية الأخرى أن أول زجاج حقيقي صُنع في الساحل الشمالي لسوريا أو في بلاد الرافدين أو مصر. أما أقدم القطع الزجاجية المعروفة، في منتصف الألفية الثانية قبل الميلاد، فكانت خرزات زجاجية، ربما وُجدت بالمصادفة أثناء بعض عمليات صناعة المعادن (كخبث) أو خلال إنتاج الفاينس وهو مادة سيراميكية تشبه الزجاج كانت تصنع بطريقة مشابهة لعملية التزجيج. عُومل الزجاج كمادة فاخرة، وعلى ما يبدو، تسببت الكوارث التي حلت بالبشر في نهاية العصر البرونزي إلى توقف صناعته لفترة.
بدأ التطوير الأصلي لتقنيات صناعة الزجاج في جنوب آسيا سنة 1730 ق.م في الصين القديمة، ومع ذلك يبدو أن صناعة الزجاج بدأت في مراحل متأخرة، مقارنة بصناعة الخزف والصناعات المعدنية. في الإمبراطورية الرومانية، انتشرت القطع الزجاجية في جميع أنحاء الإمبراطورية بين العامة وفي الصناعة والجنائز. كما وُجِد الزجاج الأنجلوساكسوني في إنجلترا في حفريات المواقع الاستيطانية والمقابر. استخدم الزجاج في إنجلترا الانجلوسكسونية في صناعات متعددة شملت الأواني والخرز والنوافذ، وحتى في المجوهرات.

## أصل صناعة الزجاج

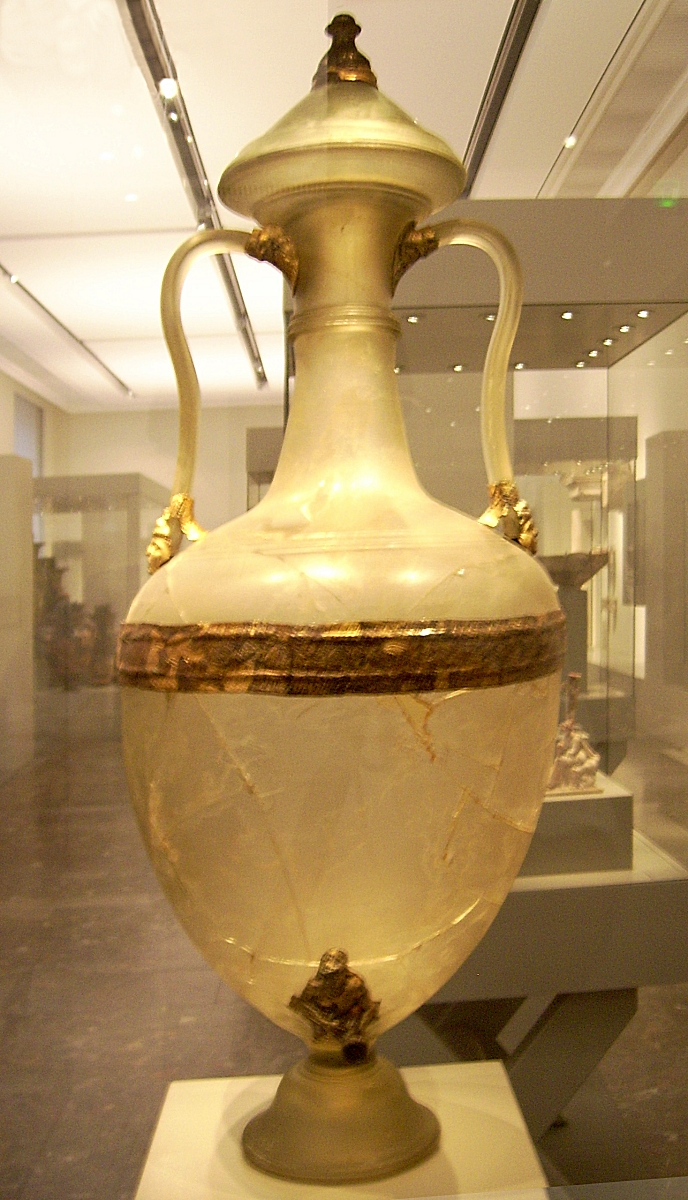
إناء زجاجي إغريقي من.

استخدم العديد من المجتمعات البشرية الزجاج الذي تواجد في الطبيعة، وخاصة السبج البركاني خلال العصر الحجري ليصنعوا منه أدوات قطع حادة الأطراف. ونظرًا لوجوده في مناطق محددة، كان يُتداول تجاريًا على نطاق واسع. ولكن، يبدو من خلال الدلائل الأثرية أن أول زجاج حقيقي صُنع في الساحل الشمالي لسوريا أو بلاد الرافدين أو مصر القديمة. ونظرًا لطبيعة المناخ المصري الذي يحافظ على الحفريات، فإن معظم الزجاج القديم الذي دُرس جيدًا كان من مصر، على الرغم من أن بعضه قد يكون قد استورد من أماكن أخرى. أما أقدم القطع الزجاجية المعروفة، فترجع إلى منتصف الألفية الثالثة قبل الميلاد، وكانت خرزًا نتج مصادفةً أثناء صنع الأدوات المعدنية (كخبث) أو خلال إنتاج الفاينس وهي مادة سيراميكية تشبه الزجاج كانت تصنع بطريقة مشابهة لعملية التزجيج.

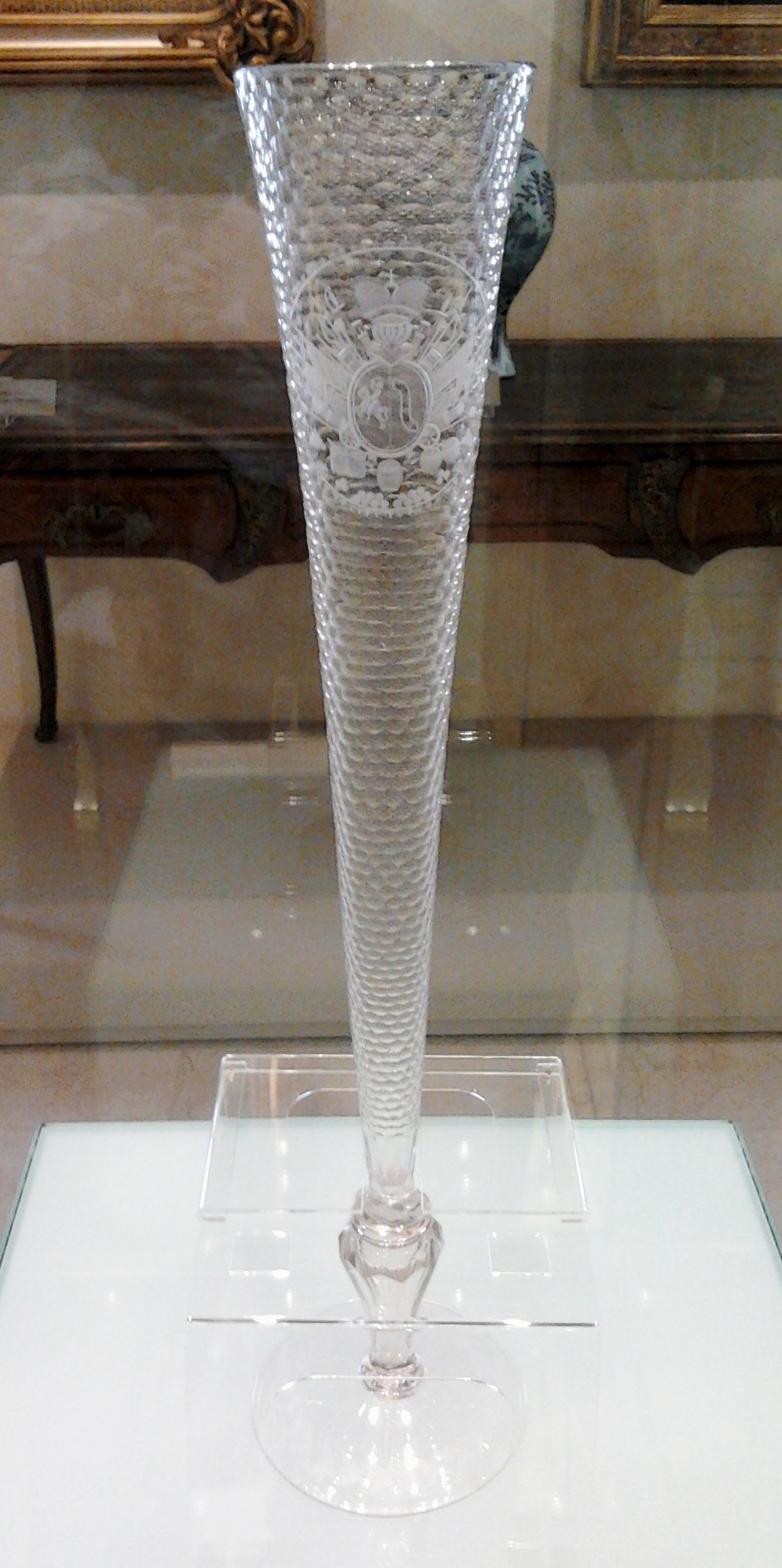
كأس صُنع بداية القرن الثامن عشر الميلادي معروض في متحف في تارنوف. الكأس مغطى بزينة قشرية الشكل محفورة يدويًا.

يقول المؤرخ بلينيوس الأكبر أن التجار الفينيقيين هم أول من عرف بالصدفة تقنيات صنع الزجاج عند نهر بيلوس. وكتب جورجيوس أغريكولا في كتابه «دي ري ميتاليكا» قصة شائعة حول استكشاف الزجاج، فقال: «من المعروف أن سفينة تجارية محملة بالنتر رست عند هذا المكان. وبينما كان التجار يُعدّون طعامهم على الشاطِئ، لم يجدوا حجارة يضعوا عليها أوانيهم، فاستخدموا كتل من النتر من السفينة، والتي انصهرت وامتزجت برمال الشاطئ، فتدفقت تيارات من سائل شفاف جديد، كان ذلك أصل الزجاج.»
خلال العصر البرونزي في مصر (في إياح حتب) وغرب آسيا (في مجدو)، ازدهرت تقنيات صناعة الزجاج سريعًا، شملت الاكتشافات الأثرية التي ترجع إلى تلك الفترة قالبًا زجاجيًا ملونًا لصبّ المعادن، وأوانٍ (أحيانًا ملونة ومُشكّلة، وكانت لها سمعتها الطيبة بين المنحوتات الحجرية من الأحجار شبه الكريمة)، وخرزًا تواجد في كل مكان. كانت قلوية الزجاج المصري والسوري ناتجة من كربونات الصوديوم التي كانت تستخرج من شوائب العديد من المصانع خاصة تلك التي على الشواطئ الغنية بالملح. أما أقدم الأواني، فكانت مصنوعة عن طريق لفّ حبل من مصهور الزجاج المرن حول قالب مُشكّل من الرمل والطين بداخله قضيب معدني، ثم يُصهر ويُسخّن عدة مرات. صُنعت الخيوط الزجاجية الرفيعة متعددة الألوان من مزج الأكاسيد، ولفّها حول نماذج، ثُمّ تُسحب لتُستخدم في التزيين باستخدام أدوات معدنية. بعدئذ، تُلفّ الأواني بسلاسة لوح لضغط خيوط التزيين حول جسم الإناء، ثم يُضاف مقبض وقاعدة الإناء بعد ذلك. يُستخدم القضيب المعدني في القالب بهدف تبريد الزجاج ببطء ليتخمّر، ويُزال القضيب تدريجيًا من منتصف الإناء، ثم يُفرّغ القالب من داخل الإناء. كانت الأشكال الزجاجية التي تستخدم للترصيع تُصنع أحيانًا في قوالب. كان الزجاج المُنتج قبل ذلك يعتمد على تقنيات الصقل، كما كان يُفعل في الأدوات الحجرية، أي أن الزجاج كان يُصقل ويُنقش عليه في حالته الباردة.
بحلول القرن الخامس عشر قبل الميلادي، ازدهرت صناعة الزجاج في غرب آسيا وكريت ومصر، ويؤكد ذلك وجود مصطلح «كوانووكوي» الذي يعني «عمال اللازورد والزجاج» في لغة اليونان الموكيانية.
 ويعتقد أن التقنيات والمتطلبات اللازمة للصهر الأوليّ للزجاج من مواده الخام كانت سرًا تقنيًا تحتفظ به المصانع الكبيرة في الدول القوية. لذا كان عمال الزجاج في المناطق الأخرى يعتمدون على واردات خام الزجاج القابل للتشكيل، وغالبًا ما كان يورّد في شكل سبائك مثل تلك التي وجدت في حطام سفينة «أولو بوران» التي غرقت قبالة سواحل تركيا الحديثة قبل 3,400 سنة.
ظل الزجاج من المواد الثمينة، ويبدو أنه مع الكوارث التي اجتاحت البشر في آخر العصر البرونزي، اضمحلت صناعة الزجاج. ولكن مع حلول القرن التاسع قبل الميلاد، عاد نشاط تلك الصناعة في مراكزه في سوريا وقبرص، مع اكتشاف تقنية صناعة الزجاج غير الملون. أما أقدم كُتيّب يشرح كيفية صناعة الزجاج، فيرجع إلى نحو سنة 650 ق.م، حيث احتوت مكتبة الملك الآشوري آشوربانيبال على تعليمات حول كيفية صناعة الزجاج على ألواح مسمارية. لم تنتعش صناعة الزجاج في مصر مجددًا حتى عصر الدولة البطلمية. ظلت صناعة الأواني ذات القالب المُفرّغ والخرز شائعة، ولكن ظهرت تقنيات أخرى من خلال التجربة والتطوير التقني. وخلال العصر الهلنستي، ظهرت العديد من التقنيات الجديدة لصناعة الزجاج، وأصبح الزجاج مستخدمًا في هيئة قطع أكبر خاصةً أدوات المائدة. كان من بين تقنيات تلك الفترة سحق الزجاج اللزج (غير المنصهر تمامًا) فوق قالب لصناعة الأطباق، والتقنية الميلفورية حيث كانت صفائح من الزجاج متعدد الألوان تُقطع في شرائح يتم ترتيبها سويًا، وتُصهر في قالب لتُعطي شكل يُشبه الفسيفساء. كما ظهر في تلك الفترة الزجاج غير الملون، وبدأ في الانتشار، كما بدأت طرق تنفيذه تنتشر. ومع اكتشاف تقنية نفخ الزجاج على الساحل السوري-اليهودي خلال القرن الأول الميلادي، حدثت ثورة في صناعة الزجاج.

## تاريخ الزجاج في الحضارات المختلفة

### الهند
يُعتقد أن التطوير الأول لتقنيات صناعة الزجاج في جنوب آسيا بدأ نحو سنة 1730 ق.م. الدليل على ذلك وجود خرز زجاجي بني يميل إلى الحُمرة يرجع إلى تلك الفترة في منطقة وادي السند. أما الزجاج الذي اكتشف بعد ذلك، فيرجع إلى نحو سنوات 600-300 ق.م، وكان ذو ألوان شائعة. أما اكتشافات الزجاج التي تعود إلى العصر النحاسي، فقد وجدت في هاستينابور في الهند. من بين الوثائق التي ذكرت وجود الزجاج كتابي «شاتاباثا براهمانا» الهندوسي و«فينايا بيتاكا» البوذي. ومع ذلك، هناك دليل لا يقبل النقاش على وجود الزجاج بكميات كبيرة يرجع إلى القرن الثالث قبل الميلاد، وُجد في موقع أثري في تاكشاشيلا في باكستان حيث وُجدت أساور وخرزات وأواني صغيرة وقرميد بكميات كبيرة.
وبحلول القرن الأول الميلادي، أصبح الزجاج مستخدمًا كحُلي وكخزائن للحفظ في جنوب آسيا. ومع اتصال تلك الحضارة بالحضارة اليونانية الرومانية، استخدمت تقنيات جديدة، وتخصص الهنود في القرون التالية في العديد من تقنيات صب الزجاج وتزيينه وتلوينه. وفي عصر إمبراطورية ساتافاهانا، أنتج الهنود اسطوانات قصيرة من الزجاج المُركّب، من بينها تلك التي تُظهر مصفوفة صفراء بلون الليمون على خلفية زجاجية خضراء.

### الصين

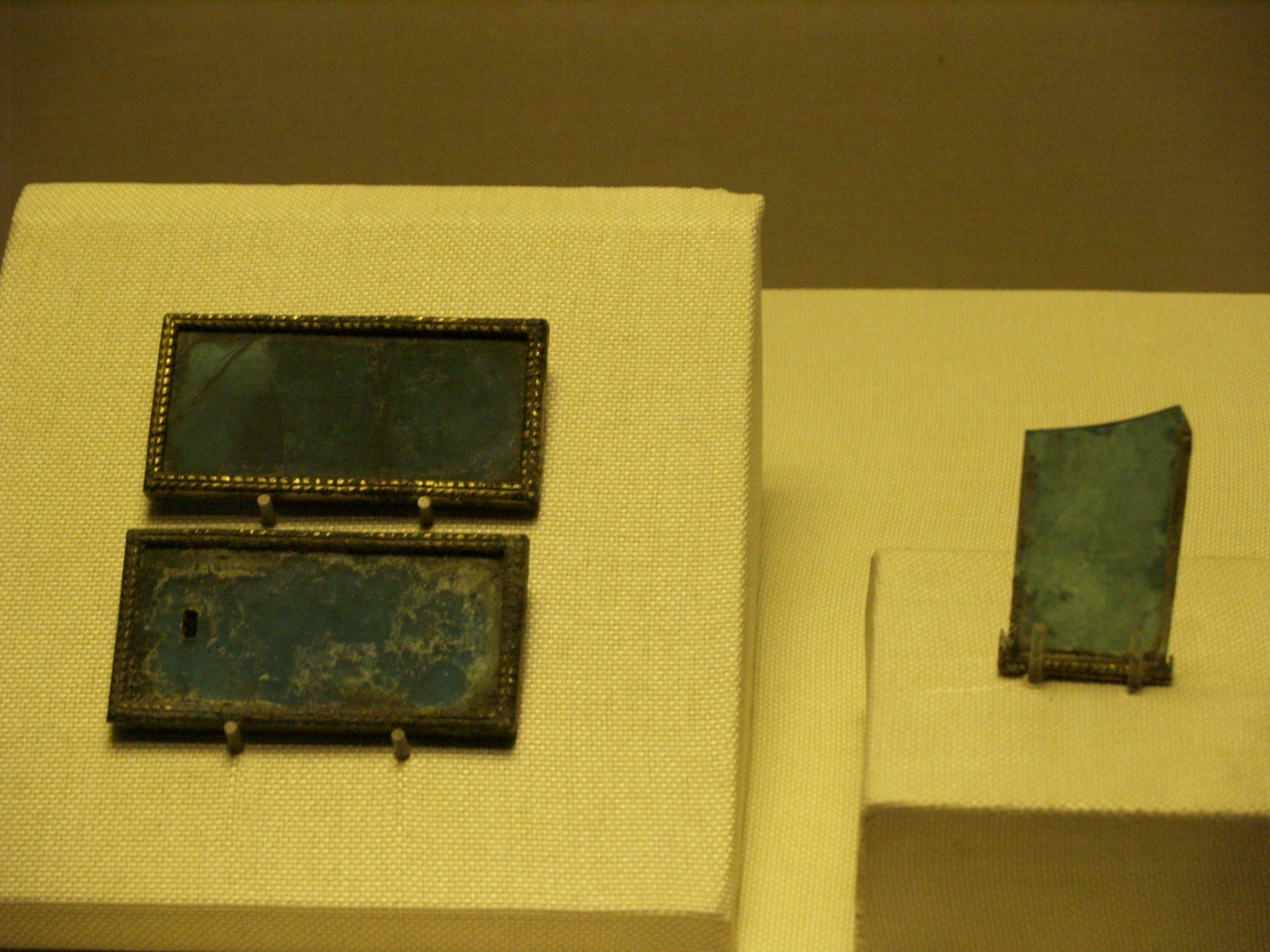
قطع زجاجية زرقاء وجدت في ضريح ملك صيني من ملوك مملكة نانياو ترجع إلى آخر القرن الثاني قبل الميلاد.

في التاريخ الصيني، لعب الزجاج دورًا هامشيًا في الفنون والحرف اليدوية مقارنةً بالخزف والمشغولات المعدنية. الدليل على ندرة المواد الزجاجية في تلك الفترة هو محدودية الاكتشافات الأثرية التي وجد فيها تلك المواد. ورد في بعض الكتابات الأدبية أن أول تصنيع للزجاج تم في القرن الخامس الميلادي. إلا أن أقدم الدلائل على وجود صناعة للزجاج في الصين، ترجع إلى آخر عصر مملكة تشو (1046 ق.م - 221 ق.م).

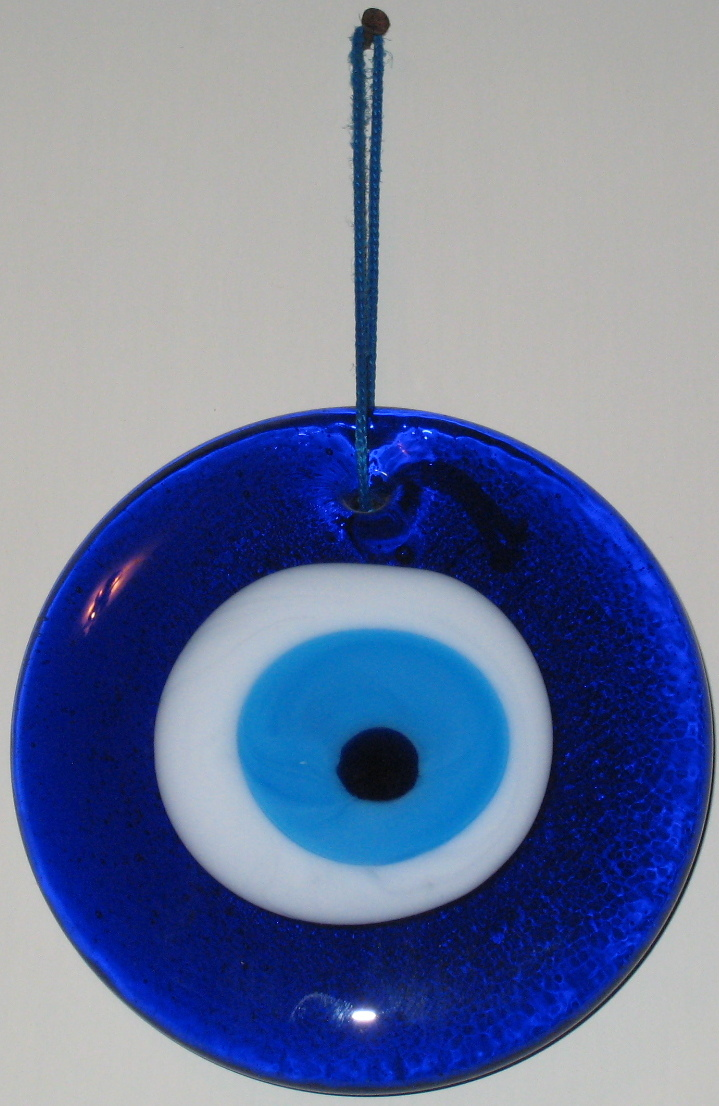
خرزة عين

تعلم الصينيون صناعة الزجاج في وقت متأخر مقارنة بسكان بلاد الرافدين والمصريين والهنود. وصلت القطع الزجاجية المستوردة إلى الصين خلال نهاية فترة الربيع والخريف قبل حقبة الممالك المتحاربة (بداية القرن الخامس قبل الميلاد)، في صورة خرزات عين متعددة الألوان. حفّزت تلك الخرزات الصينيين لتأسيس صناعة لإنتاج الخرزات الزجاجية.
خلال عصر أسرة هان (206 ق.م - 220 م)، تنوعت استخدامات الزجاج. شجعت نشأة صناعة صب الزجاج على تطور تصنيع القوالب خاصة بعض المواد التي كانت تستخدم في الطقوس. كانت القطع الزجاجية الصينية التي صُنعت في حقبة الممالك المتحاربة وعصر أسرة هان أفضل بكثير من القطع الزجاجية المستوردة من حيث التركيب الكيميائي. احتوى زجاج تلك الفترة على نسب عالية من أكسيد الباريوم (BaO) ومن الرصاص، مما ميّزهم عن زجاج غرب آسيا وبلاد الرافدين الغني بالصودا والحجر الجيري والسيليكات. بنهاية عصر أسرة هان، اضمحلت صناعة الزجاج الغني بالرصاص والباريوم، ولم تستأنف إلا خلال القرنين الرابع والخامس الميلاديين.

### الرومان

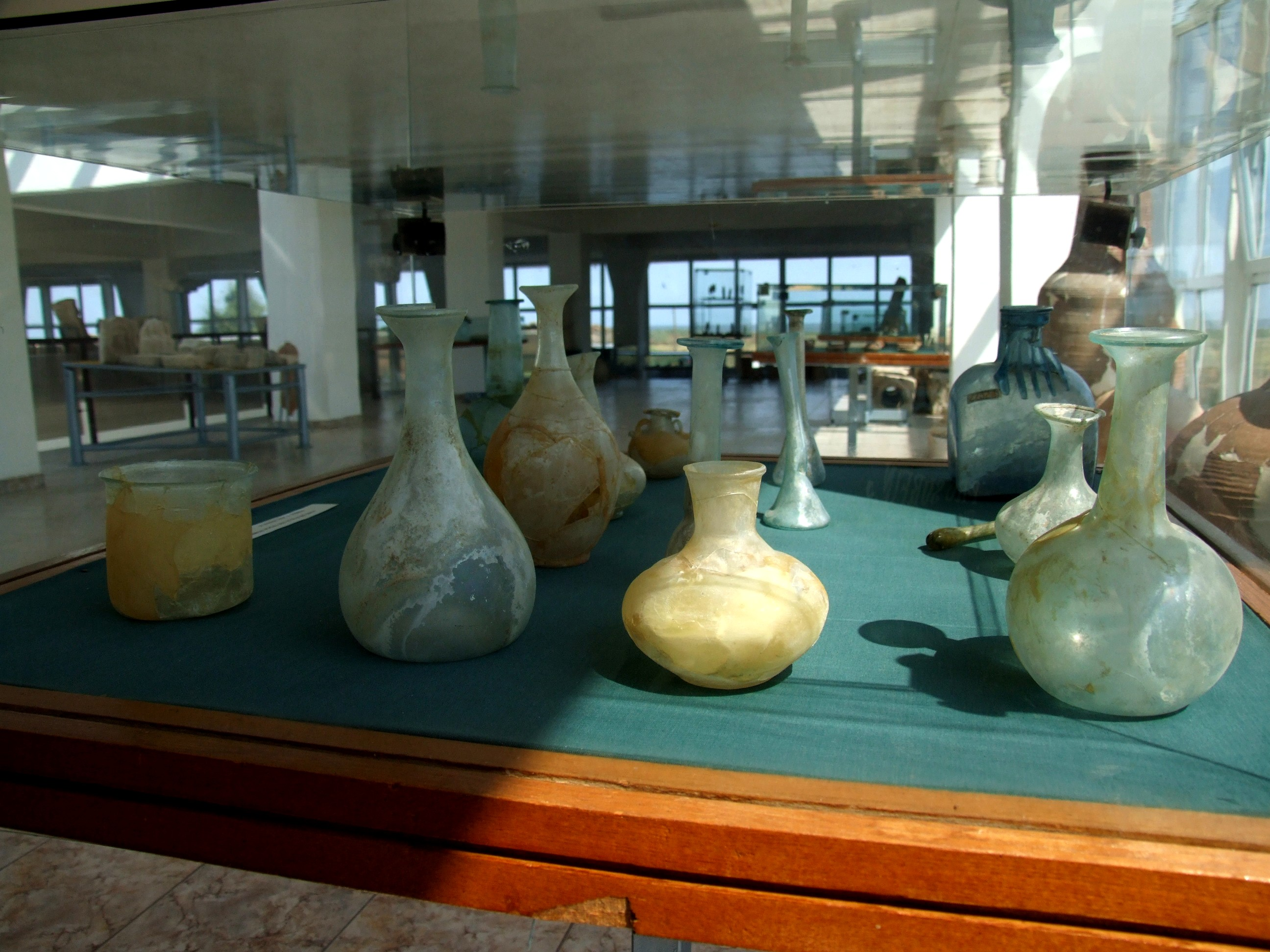
زجاج روماني

انتشرت القطع الزجاجية عبر أراضي الإمبراطورية الرومانية بين العوام وفي الصناعة والمواد الجنائزية. استخدم الزجاج في البداية لإنتاج الأواني، بالإضافة إلى إنتاج القرميد الفسيفسائي وزجاج النوافذ أيضًا. تطور إنتاج الزجاج الروماني منذ العصر الهلنستي، بدايةً بالتركيز على إنتاج الأواني الزجاجية المصبوبة بكثافة. خلال القرن الأول الميلادي، شهدت صناعة الزجاج تطورًا تقنيًا سريعًا بظهور تقنية نفخ الزجاج وهيمنة الزجاج المائي عديم اللون. كما ميّز تلك الفترة إنتاج الزجاج الخام في أماكن تبعد جغرافيًا عن أماكن تشكيله النهائي في صورة أواني، وبنهاية القرن الأول الميلادي نشأت منشآت صناعية ضخمة بداية في الإسكندرية، جعلت من الزجاج مادة واسعة الانتشار في العالم الروماني.

### العالم الإسلامي
يعد الزجاج الإسلامي استكمالاً لما أنجزته الحضارات التي سبقت المسلمين خاصة الزجاج الساساني. وصف الشاعر العربي البحتري نقاوة الزجاج، فقال:
وفي القرن الثامن الميلادي، وصف جابر بن حيان 46 وصفة لإنتاج الزجاج الملون في كتابه «الدرة المكنونة»، بالإضافة إلى 12 وصفة أضافها المراكشي إلى طبعة متأخرة من هذا الكتاب. وبحلول القرن الحادي عشر الميلادي، أنتجت المرايا الزجاجية الصافية في الأندلس.

### أوروبا العصور الوسطى

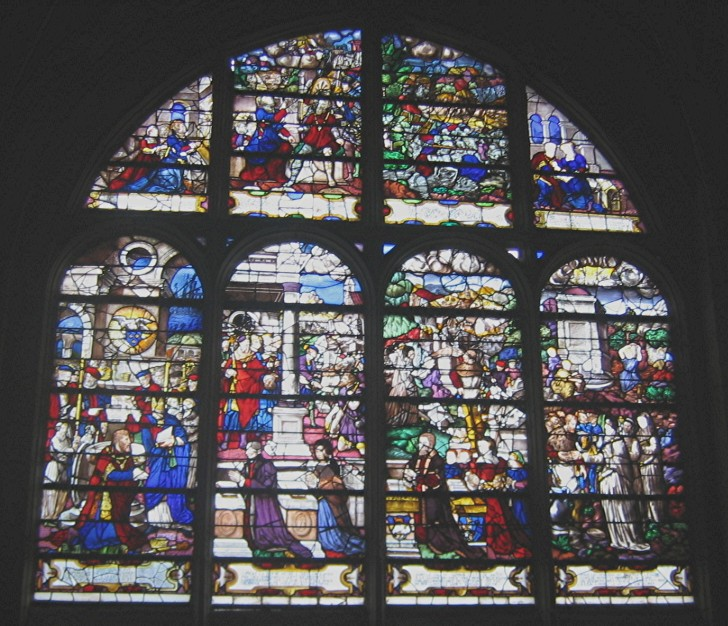
نافذة زجاجية ملونة من القرن السادس عشر الميلادي.

لم تستمر صناعة الزجاج الروماني شديد النعومة في العصور الوسطى، وظهر محله الزجاج الأنجلوساكسوني وغيره من صناعات الزجاج المحلية في المناطق المختلفة، ومعظمها من زجاج الغابات. حظيت القطع الجنائزية بشعبية نظرًا لسهولة صنعها نسبيًا، وكما أن أوانيها كانت تُظهر الإمكانات الفريدة التي يمكن تطويع الزجاج لتنفيذها. ومع نهاية تلك الفترة، أصبحت الأواني الزجاجية الأوروبية دقيقة للغاية في جودتها لتُضاهي تلك المستوردة من العالم الإسلامي.
وُجدت قطع زجاجية تعود إلى القرنين السابع والثامن الميلاديين في جزيرة تورشيللو بالقرب من البندقية. شكلت تلك القطع حلقة وصل هامة بين العصر الروماني وسبب أهمية تلك المدينة في إنتاج هذه المادة. وفي نحو سنة 1000 م، حدثت طفرة فنية هامة في شمال أوروبا عندما استبدلوا صناعة زجاج الصودا المصنوع من الحصى البيضاء والنباتات المحترقة بالزجاج المصنوع من مادة متاحة بصورة أكبر وهي البوتاس الذي تم الحصول عليها من رماد الخشب. منذ تلك اللحظة، اختلف الزجاج الشمالي بشكل كبير عن الزجاج الوارد من منطقة البحر المتوسط الذي بقي استخدام الصودا في صناعته شائعًا.
حتى القرن الثاني عشر الميلادي، لم يكن الزجاج المعشق (الزجاج الذي أضيف إيه شوائب معدنية أو شوائب أخرى بهدف تلوينه) مستخدمًا على نطاق واسع، ولكن سرعان ما أصبح مادة هامة في الفن الرومانسكي وخاصة الفن القوطي. معظم القطع التي بقيت من هذا النوع كانت في الكنائس، ولكنها كانت تستخدم أيضًا في المباني المدنية الكبرى. شهد القرن الحادي عشر الميلادي، ظهور طرق جديدة لصنع ألواح الزجاج في ألمانيا عن طريق نفخ الكرات. كانت الكرات تُأرجح لتُشكل اسطوانات، ثم تقطع وهي لا تزال ساخنة، وبعد ذلك تُفرد الألواح. أُتقنت تلك التقنية في القرن الثالث عشر في البندقية. استُخدم الزجاج التاجي حتى منتصف القرن التاسع عشر الميلادي. في هذه العملية، يُنفخ حوالي 4 كجم من الزجاج المصهور في نهاية قضيب حتى تُفرد في قرص قطره حوالي 1.5 م، ثم يقطع القرص إلى أجزاء.

#### الأنجلوساكسونيون
وجد الزجاج الأنجلوساكسوني في الحفريات الأثرية عبر أراضي إنجلترا في الأماكن الاستيطانية والمقابر. استخدم الزجاج في إنجلترا الانجلوسكسونية لتصنيع قطع متعددة شملت الأواني والخرز والنوافذ، وحتى كمجوهرات. وفي القرن الخامس الميلادي مع نهاية فترة الحكم الروماني لبريطانيا، كان هناك تغيّرًا ملحوظًا في استخدامات الزجاج. وُجد في حرفيات مواقع بريطانيا الرومانية كميات وفيرة من الزجاج، ولكنها كانت ضئيلة للغاية مقارنة بالعصر الأنجلوساكسوني.
كانت معظم الأواني والخرزات التي وجدت في الحفريات في مقابر ترجع إلى بداية العصر الأنجلوساكسوني، ولكن مع تغير طقوس الدفن في آخر القرن السابع الميلادي، وتحوّل الأنجلوساكسونيون إلى المسيحية، قلّ تواجد المقتنيات في المقابر. منذ ذلك الحين، انتشر زجاج النوافذ مع مقدم المسيحية إلى بريطانيا، وبناء الكنائس والأديرة. وصف عدد محدود من الكتابات الكنسية صناعة واستخدامات الزجاج وخاصة المستخدم في النوافذ. استخدم الأنجلوساكسونيون الزجاج أيضًا كمجوهرات، سواء كمينا أو كقطع للزينة.

#### مورانو
كانت جزيرو مورانو مركزًا لصناعة الزجاج الإيطالي الفاخر في القرن الرابع عشر الميلادي، حيث طُورت العديد من التقنيات الجديدة، وأصبحت مركزًا للتصدير المربح في صورة آنية ومرايا وغيرها. الشيء الذي جعل زجاج مورانو البندقي متميزًا عن غيره كثيرًا هو إضافة حصى الكوارتز التي كانت من السيليكا النقية، والتي كانت تصقل وتخلط مع كربونات الصوديوم القادمة من بلاد الشام التي احتكر البنادقة تجارتها. كان زجاجها يُلوّن بطريقتين، إما بعامل تلوين طبيعي يُذوّب مع الزجاج كالزجاج الأسود الذي كان يلون بإضافة حجر السبج، أو باستخدام صبغة للتلوين، يظهر معها اللون الحقيقي للزجاج عند تعريضه للضوء. أعطت قدرة البنادقة على إنتاج هذا النوع من الزجاج ميزة تسويقية على أنواع الزجاج الأخرى.

#### بوهيميا
الزجاج البوهيمي أو البلور البوهيمي هو زجاج للزينة صُنع في بوهيميا وسيليزيا (الآن في التشيك) منذ القرن الثالث عشر الميلادي. ترجع أقدم الحفريات الأثرية لمواقع تصنيع الزجاج فيها إلى حوالي سنة 1250 م في جبال لوساتيا في شمال بوهيميا، وأشهرها مواقع «سكاليسي» و«كامينكي سينوف» و«نوفي بور». تأسس متحفين في كامينكي سنوف ونوفي بور لعرض اكتشافات الزجاج فيهما، والتي ترجع إلى حوالي سنة 1600 م. كان ما يميز ذلك الزجاج طرازه الباروخي الفريد الذي ظهر في الفترة من سنة 1685 م إلى سنة 1750 م. وفي القرن السابع عشر الميلادي في براغ، استخدم كاسبر ليمان صانع الأحجار الكريمة لرودولف الثاني عجلات من النحاس والبرونز للنقش على الزجاج.

## إنتاج الزجاج حديثًا

### الطرق الجديدة

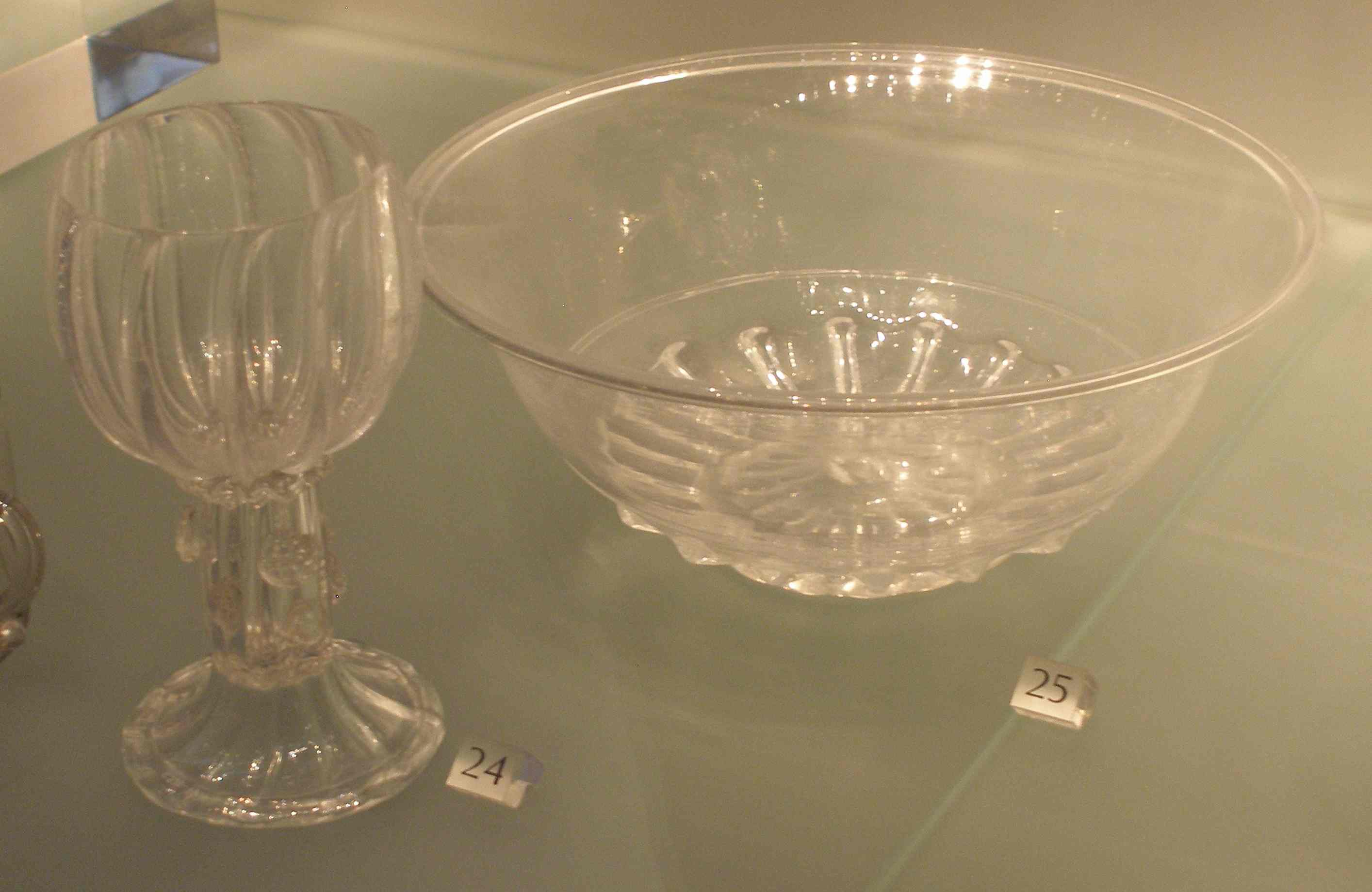
نماذج من زجاج رافنزكروفت.

كانت إضافة أكسيد الرصاص إلى مصهور الزجاج من التطورات الهامة للغاية في تقنيات صناعة الزجاج؛ مما حسّن من مظهر الزجاج، وجعله أسهل في الذوبان مع إضافة الفحم الحجري كوقود لفرن الصهر. أطالت تلك التقنية أيضًا عمر الزجاج، وجعلت أسهل في التشكيل. اكتشف جورج رافنزكروفت تلك التقنية في سنة 1674 م، فصنع أواني زجاجية بلورية بمعدلات صناعية. جعل هذا الاكتشاف إنجلترا تتفوق على البندقية، وتصبح مركزًا لصناعة الزجاج في القرنين الثامن عشر والتاسع عشر الميلاديين. ولتمييز زجاجه عن الزجاج البندقي، أضاف الحجر الصوان كمصدر للسيليكا، لكن زجاجه الناتج كان به شبكة من الشقوق الصغيرة التي أفسدت شفافيته. ثم استطاع إصلاح ذلك باستبدال بعض إضافات البوتاس بأكسيد الرصاص إلى المصهور. مُنح رافنزكروفت براءة اختراع، ونقل مصنع إلى هنلي أون تيمز.
بحلول سنة 1696 م، بعد انتهاء براءة الاختراع، صنع 27 مصنع في إنجلترا زجاج الصوان، وتم تصديره إلى أوروبا كلها. ومع هذا النجاح، فرضت الحكومة البريطانية سنة 1746 م ضريبة أرباح على تلك التجارة. وبدلاً من الخفض الحاد لإنتاج الزجاج، صنع مصنعي الزجاج أشكالاً أصغر ومُزيّنة، يسميها هواة جمع القطع الزجاجية اليوم «زجاج الضريبة».
ترجع الدلائل على استخدام تقنية نفخ الزجاج على صفيحة معدنية إلى سنة 1620 م حيث كانت تستخدم لصنع المرايا. أما الزجاج المصقول، فصُنع في فرنسا منذ سنة 1688 م. قبل ذلك، كان زجاج المرايا يصنع بنفخ الألواح الزجاجية، وكانت أحجامه محدودة. مكّنت طريقة درفلة الزجاج المصهور على طاولة حدبدية المصنعين من صنع ألواح كبيرة للغاية. يرجع أصل تلك الطريقة إلى إنجلترا، حيث ظهرت في رافنهيد سنة 1773 م. أدخلت عملية الصقل إلى الصناعة حوالي سنة 1800 م مع إدخالا الآلات البخارية إلى الصناعة من أجل تجليخ وصقل الزجاج المصبوب.

### الإنتاج الصناعي

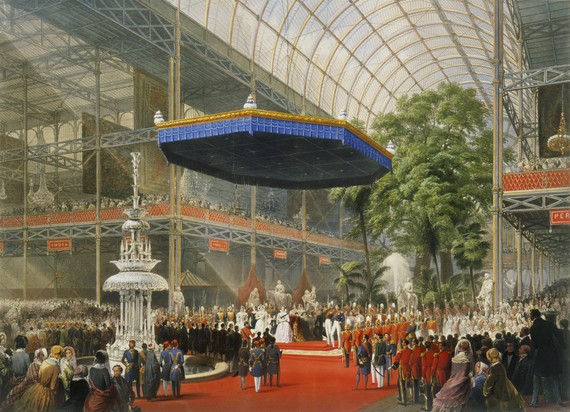
واجهة القصر الزجاجي أحد أول المباني التي استخدمت الزجاج كمادة أساسية في البناء.

كان القصر الزجاجي الذي بناه جوزيف باكستون سنة 1851 م كدار للمعارض الكبرى، باكورة المباني التي استخدمت الزجاج كمادة أساسية في البناء. أوحى هذا المبنى للعامة استخدام الزجاج كمادة للبناء في العمارة المحلية وفي البساتين. أصبح إنتاج الألواح الزجاجية المستخدمة في البناء متاحًا قبل ذلك بسنوات، حيث أنتجه مصنع إخوان تشانس. في سنة 1832 م، أصبحت شركة إخوان تشانس أول شركة تستخدم طريقة إسطوانة النفخ لإنتاج ألواح الزجاج بفضل جورج بونتمب صانع الزجاج الفرنسي الشهير. كان الزجاج يؤخذ من الفرن في بواتق حديدية كبيرة، ويلقى على طاولة دوّارة من الحديد الزهر، تدفع المصهور إلى درافيل حديدية لصُنع الألواح. وبينما يكون اللوح ما زال طريًّا، يُدفع إلى نفق للتخمير أو موقد يتم التحكم في حرارته، ويُنقّل على درافيل حديدية.
استطاع هنري بسمر ميكنة صناعة الزجاج سنة 1848 م، حيث نجح نظامه في إنتاج زجاج مُسطّح بدفعه بين درافيل. كانت تلك العملية مكلفة، حيث يحتاج سطح الزجاج للصقل. أما الإنتاج الزجاج بكميات، فبدأ سنة 1887 م في شركة آشلي في كاسلفورد في يوركشاير. استخدم في ذلك طريقة نصف آلية أنتجت 200 زجاجة موحّدة الحجم في الساعة الواحدة، وهو معدل أكبر بكثير من الطرق التقليدية القديمة. كما طوّر إخوان تشانس طريقة ميكنة درفلة الزجاج المزخرف سنة 1888 م.
في سنة 1898 م، أنتج مصنع بلكينغتون زجاجًا مصبوبًا بداخله شبكة من أسلاك الصلب للسلامة والأمان، وعُرف باسم «الزجاج الجورجي السلكي». اخترعت تقنية آلة سحب الزجاج الأسطوانية في الولايات المتحدة، فكانت أول طريقة ميكانيكية لسحب زجاج النوافذ. وصنعتها بلكينغتون في المملكة المتحدة بموجب ترخيص بدءً من سنة 1910 م.
طور مصنع بلكينغتون طريقة صناعة ألواح الزجاج المصقولة سنة 1938 م، وذلك باستخدام تجليخًا مزدوجًا لتحسين جودته النهائية. وبين سنتي 1953-1957 م، طور السير ألاستير بلكينغتون وكينيث بيكرستاف تقنية الزجاج الطافي التي أحدثت ثورة بنجاحها في تصنيع تشكيل شريط مستمر من الزجاج باستخدام حمام من مصهور القصدير مكّن الزجاج المصهور من التدفق دون عوائق تحت تأثير الجاذبية. أعطت تلك الطريقة سمكًا ثابتًا للزجاج، وسطح شديد التسطّح. تُصنع النوافذ الحديثة من الزجاج الطافي. معظم الزجاج الطافي من زجاج الصودا والجير، وكميات قليلة من زجاج البوروسيليكات. كما يصنع زجاج الشاشات المسطحة أيضًا من الزجاج الطافي. ولنجاح تلك الطريقة يجب أن يتوازن توزيع الزجاج في الحمام الذي يتسطّح بفعل وزنه.